# Kristina Zakrisson
Evy Maria Kristina Zakrisson, född 2 mars 1956 i Jukkasjärvi församling i Norrbottens län, är en svensk politiker (socialdemokrat), som var kommunalråd och kommunstyrelsens ordförande i Kiruna kommun mellan 2011 och 2018. Hon har tidigare arbetat som kontorist.
Zakrisson var riksdagsledamot 1994–2010, invald för Norrbottens läns valkrets. Från 1994 till 2002 satt hon i riksdagens arbetsmarknadsutskott. Mellan 2002 och 2006 satt hon i socialutskottet, där hon var andra vice ordförande och därmed Socialdemokraternas gruppledare i utskottet. Zakrisson har också varit kassör i den socialdemokratiska riksdagsgruppen, och ingick alltså då i dess arbetsutskott. Hon har vidare varit suppleant i justitieutskottet.
Zakrisson blev 2004 ledamot av Socialdemokraternas partistyrelse samt 2003 ordförande för Norrbottens socialdemokratiska partidistrikt.